# 2024 McLaughlin
2024 McLaughlin è un asteroide della fascia principale interna. Scoperto nel 1952, presenta un'orbita caratterizzata da un semiasse maggiore pari a 2,324675 UA e da un'eccentricità di 0,138731, inclinata di 7,313221° rispetto all'eclittica. Ha un diametro di 7,915 km, un periodo di rotazione di 1,15 ore e un'albedo di 0,173.
Fa parte della famiglia di asteroidi Vesta.
L'asteroide è dedicato al geologo e spettroscopista Dean Benjamin McLaughlin.